# Клеопатра (дочка Філіппа II)
Клеопатра (дав.-гр. Κλεοπάτρα; бл. 354 — 308 до н. е.) — цариця-регент Епіру протягом 7 років, дочка македонського царя Філіппа II і Олімпіади, рідна сестра Александра Македонського. Була видана в шлюб в 336 році до н. е. з царем Епіру Александром, через 5 років овдовіла. Після цього на її руку претендували полководці її брата, поки вона не загинула при загадкових обставинах.

## Біографія

### Цариця Епіру
Клеопатра зросла у столиці Македонії Пеллі і залишилася там, коли її мати Олімпіада, отримавши розлучення від Філіппа II, поїхала на свою батьківщину в гірське балканське царство Епір на кордоні з Грецією та Македонією. Епіром правив ставленик Філіппа, цар Александр I Епірський, який доводився братом Олімпіаді. У 336 до н. е., коли мабуть Клеопатра досягла шлюбного віку, Філіпп вирішив з політичних міркувань видати її за дядька, 34-річного царя Александра. Під час весільних урочистостей в Егах сталося вбивство Філіпа II, і на трон Македонії зійшов брат Клеопатри, Александр Македонський. Вона ж з чоловіком вирушила в Епір, де народила двох дітей, сина Неоптолема і дочка Кадмею.
Коли Александр Македонський рушив свою армію в Азію, інший Александр, цар Епіру, вирушив у похід на захід в Італію, залишивши Клеопатру правити удома. Її ім'я значиться в написі з Кірен як одержувачки поставок зерна з Північної Африки у неврожайний 334 рік до н. е. Цар Епіру Александр бився з самнітами, брав міста в Італії, але в 331 рік до н. е. загинув у бою. Його син Неоптолем був занадто малий, щоб наслідувати батька.
Епірський звичай, на відміну від Македонії, дозволяв жінці тримати владу, поки її син підростає. Клеопатра залишалася царицею Епіру 7 років, аж до 324 року до н. е., коли її мати Олімпіада повернулася в Епір через розбіжності з Антипатром, намісником Македонії. Хоча можливо Олімпіада покинула Македонію ще раніше. Властолюбним матері і дочці було не ужитися в маленькому царстві, і Клеопатра переїхала в Македонію. А на наступний рік у Вавилоні помер Александр Македонський.

### Наречена діадохів
Бути сестрою Александра Македонського було, з одного боку, матримоніально вигідно, з іншого боку, небезпечно для претендента на руку цариці. Першим претендентом був Леоннат, якого Клеопатра знала з дитинства. Тепер він володів Фригією на Геллеспонті, недалеко від Македонії. Перш ніж шлюб оформився, Леоннат загинув у бою з повстанцями греками під час Ламійської війни у 322 до н. е. Наступним був могутній Пердікка, регент при недієздатному македонському цареві Філіппі Аррідеї. Через Клеопатру він навіть відкинув руку Нікеї, дочки Антипатра. Інцидент став формальним приводом до першої війни діадохів, в якій Пердікка загинув у 320 до н. е.
Клеопатрі робили пропозиції Кассандр (син Антипатра), Лісімах (цар Фракії), Антигон (володар Малої Азії), але всі отримали відмову. Після смерті Антипатра і воцаріння своєї матері Олімпіади в Македонії Клеопатра опинилася в Сардах, древній столиці держави Лідії в Малій Азії, де провела останні 10 років майже під домашнім арештом. Доглядав за нею губернатор Сард за дорученням Антигона. Діадохи прийшли до рішення, що безпечніше для них буде не дозволяти Клеопатрі одружитися. За цей час її син Неоптолем став царем Епіру в 317 до н. е. і був скинутий Еакідом у 313 до н. е., після чого проживав разом з Клеопатрою.

У 308 до н. е. Птолемей, цар Єгипту, відвідував прибережні міста Егейського моря. Клеопатра добре знала його, оскільки він також зростав у палаці у Пеллі, і спробувала втекти до нього з Сард, але була схоплена і повернена в Сарди. Незабаром її знайшли мертвою в її будинку. Антигон стратив її служниць, поховав Клеопатру з царськими почестями, але все одно його вважали винуватцем її смерті як найбільш зацікавлену особу. Як пише Діодор:
«Таким чином Клеопатра, побувавши цінним призом у змаганні серед найбільш видатних діячів, зустріла свою долю перш, ніж її шлюб здійснився».